# USS Howard (DDG-83)
USS Howard (DDG-83) — 33-й эскадренный миноносец из серии запланированных к 13 сентября 2002 г. 62 эсминцев УРО типа «Арли Бёрк», строительство которых было одобрено Конгрессом США и 3-й эсминец этого типа серии IIa c АУ. Mark 45. Mod. 4/62.